# Richebourg-Saint-Vaast
Richebourg-Saint-Vaast is een plaats in het Franse departement Pas-de-Calais en een deel van de gemeente Richebourg.

## Geschiedenis
Richebourg (vroeger "Ricquebourg") vormde tot in de 12de eeuw één dorp, afhankelijk van de Sint-Vaastabdij van Atrecht. In 1136 gaf de abdij het zuidelijk deel van het dorp aan de heer van Béthune, een voogd (avoué) van de abdij. Dit deel kreeg zo de naam Cour l'Advoye of Ricquebourg-en-l'Advouerie. Het noordelijk deel, het stuk van de oude parochie, bleef onder rechtstreeks gezag van de abdij en kreeg ook de naam Cour-Saint-Vaast. Op de 18de-eeuwse Cassinikaart is de naam la Cour St. Vast aangeduid.
Op het eind van het ancien régime bleven Richebourg-Saint-Vaast en Richebourg-l'Avoué apart toen ze elk een gemeente werden. In 1971 fusioneerde de gemeente Richebourg-Saint-Vaast uiteindelijk met Richebourg-l'Avoué, dat voortaan kortweg Richebourg werd genoemd. Richebourg-Saint-Vaast telde op dat moment zo'n 500-tal inwoners, de helft van Richebourg-l'Avoué.

## Bezienswaardigheid
- St. Vaast Post Military Cemetery, een Britse militaire begraafplaats met bijna 800 gesneuvelden.